# Geoffroyus
Geoffroyus Bonaparte, 1850 è un genere di uccelli della famiglia degli Psittaculidi.

## Tassonomia
Comprende le seguenti specie:
- Geoffroyus geoffroyi (Bechstein, 1811) - pappagallo guancerosse
- Geoffroyus simplex (A.B.Meyer, 1874) - pappagallo dal collare
- Geoffroyus heteroclitus (Hombron & Jacquinot, 1841) - pappagallo canoro